# Alfred Konieczny
Alfred Konieczny (ur. 3 stycznia 1934 w Maciowakrzu na Śląsku Opolskim, zm. 23 czerwca 2023) – polski historyk ustroju i prawa, profesor zwyczajny związany z Uniwersytetem Wrocławskim.

## Życiorys
Urodził się w rodzinie gospodarzy w miejscowości znajdującej się ówcześnie w granicach Rzeszy Niemieckiej. Egzamin dojrzałości złożył już w polskim liceum ogólnokształcącym w Koźlu w 1953. Studia prawnicze na Wydziale Prawa Uniwersytetu Wrocławskiego ukończył w 1960. Stopień doktora nauk prawnych uzyskał w 1966 na podstawie pracy Zwalczanie zbiegostwa polskich robotników przymusowych przez policję hitlerowską na Śląsku w latach drugiej wojny światowej napisanej pod kierunkiem Seweryna Wysłoucha. Następnie mianowany został adiunktem w Katedrze Historii Państwa i Prawa na Uniwersytecie Wrocławskim. Kolokwium habilitacyjne odbył w 1969 i objął stanowisko docenta. W 1985 mianowany został profesorem nadzwyczajnym. W 1992 został profesorem zwyczajnym. Wypromował pięciu doktorów nauk prawnych. Trzech jego uczniów habilitowało się.
W latach 1985–2004 był kierownikiem Zakładu Historii Administracji, a w latach 1993–2004 dyrektorem Instytutu Historii Państwa i Prawa Uniwersytetu Wrocławskiego. Od 1993 jest redaktorem Studiów historycznoprawnych w ramach serii „Prawo” Uniwersytetu Wrocławskiego.

## Publikacje
- Ruch oporu w czasie oblężenia Wrocławia w 1945  (1962)
- „Festung Breslau” Dokumenty oblężenia 16.II-6.V 1945 (1962) (wspólnie z Karolem Joncą)
- Upadek „Festung Breslau” 15.II-6.V 1945 (1963)
- Zagraniczni robotnicy przymusowi i obozy pracy na Górnym Śląsku w 1944 roku (1967)
- Pod rządami wojennego prawa karnego Trzeciej Rzeszy, Górny Śląsk 1939-1945 (1972)
- Uwagi o sądzie doraźnym katowickiego Gestapo pod kierownictwem SS-Obersturmbannführera Johannesa Thümmlera (października 1943 r.-styczeń 1945 r.) (1972)
- Upadek „Festung Glogau” w 1945 (1976)
- KL Gross-Rosen (1987)
- Polska grupa konspiracyjna „Olimp” w wojennym Wrocławiu (1989)
- Frauen im Konzentrationslager Groß-Rosen In der Jahren 1944-1945 (1994)
- Akcja „Noc i mgła” w okupowanych przez III Rzeszę krajach zachodniej Europy. Geneza, założenia, realizacja (1995)
- Tormersdorf-Grüssau-Riebing. Obozy przejściowe dla Żydów Dolnego Śląska z lat 1941-1943 (1997)
- Śląsk a wojna powietrzna lat 1940-1944 (1998)
- Transport z KL Flossenbürg do KL Gross-Rosen z 23 maja 1943 r. (2000)

## Działalność społeczna i naukowa
Został członkiem wielu organizacji społecznych i naukowych w kraju i za granicą, m.in. Głównej Komisji Badania Zbrodni Hitlerowskich w Polsce, Wrocławskiego Towarzystwa Naukowego, Instytutu Śląskiego w Opolu, Instytutu Zachodniego w Poznaniu, Stowarzyszenia Więźniów Akcji „Noc i Mgła” we Francji. Jest także konsultantem naukowym Państwowego Muzeum Gross-Rosen w Rogoźnicy.